# Katherine Group
Als Katherine Group werden fünf mittelenglische Texte bezeichnet, die im frühen 13. Jahrhundert von einem unbekannten Autor in einem Dialekt der West Midlands verfasst wurden. Die Texte beschäftigen sich mit dem Thema Jungfräulichkeit und sind an religiöse Einsiedlerinnen gerichtet.

## Hintergrund
Die Katherine Group ist eine Sammlung von fünf mittelenglischen Prosatexten, die im Zeitraum um 1180 bis 1210 in einer unverwechselbaren Sprache verfasst wurden und sich an gläubige Frauen richtete. Drei der Texte sind in einer Schrift zusammengefasst, sie behandeln die Lebensbeschreibungen dreier heiliger jungfräulicher Märtyrerinnen, Seinte Julienne (Juliana von Nikomedia), Seinte Margarete (Margareta von Antiochia) und Seinte Katherine (Katharina von Alexandrien). Die beiden weiteren Manuskripte sind die Abhandlung über die Hali Meiðhad („Heilige Jungfräulichkeit“) und die Allegorie Sawles Warde („Obhut der Seele“). Sie wurden alle in der Nähe von Herefordshire geschrieben, wobei mehrere der Werke von ein und demselben Autor stammen könnten.
Überliefert sind alle fünf Texte in der Handschrift Bodley 34 sowie bis auf Hali Meiðhad im Manuskript Royal 17 A XXVII. Sawles Warde, Seinte Katherine und Hali Meiðhad sind außerdem in der Handschrift Cotton Titus D XVIII enthalten.

## J.R.R. Tolkien und die Katherine Group
J. R. R. Tolkien beschäftigte sich im Laufe seiner akademischen Karriere mehrfach mit den Texten der Katherine Group. In Holy Maidenhood (1923), Some Contributions to Middle-English Lexicography und The Devil’s Coach-Horses (beide 1925) befasste er sich mit Hali Meiðhad, in Ancrene Wisse and Hali Meiðhad (1929) mit der gemeinsamen Sprache der Katherine Group und Ancrene Wisse, und in „Iþþlen“ in Sawles Warde (1947) mit einem Wort aus Sawles Warde.